# Jaroslav Kratochvíl (poslanec)
Jaroslav Kratochvíl (18. června 1911 Trubín – 2. října 1954) byl český a československý politik Československé strany lidové a poválečný i poúnorový poslanec Ústavodárného Národního shromáždění a Národního shromáždění ČSR.

## Biografie
Hospodařil na usedlosti svých rodičů. Od roku 1927 byl aktivní ve Sdružení katolické mládeže (roku 1930 zvolen do jejího ústředí) a později v ČSL, do které vstoupil v roce 1930. Byl autorem mnoha článků o zemědělství. Po roce 1948 zastupoval stranu v Jednotném svazu českých zemědělců.
V parlamentních volbách v roce 1946 se stal poslancem Ústavodárného Národního shromáždění za lidovce. V parlamentu zasedal do voleb do Národního shromáždění roku 1948, v nichž byl zvolen do Národního shromáždění ve volebním kraji České Budějovice. Patřil k té části lidovců, která souhlasila s průběhem komunistického převratu v roce 1948 a setrval ve straně i poté, co se stala loajálním spojencem komunistů. Mandát zastával do své smrti roku 1954.